# シン・ハギュン
シン・ハギュン（朝: 신 하균、1974年5月30日 - ）は、韓国の俳優。ソウル特別市出身。HODU&Uエンターテインメント所属。

## 来歴
中学時代に映画『ニュー・シネマ・パラダイス』とジェームズ・ディーンに影響を受け、俳優を志す。ソウル芸術専門大学放送演芸科卒業。
1998年に映画『あきれた男たち』で俳優デビュー。2000年に出演した映画『JSA』では北朝鮮兵チョン・ウジンを演じ、第8回春史映画芸術賞男優助演賞、第21回青龍賞男優助演賞を受賞。2021年 第57回百想芸術大賞テレビ部門男子最優秀演技賞を受賞

## 出演

### テレビドラマ
- ナイスガイ（2003年、MBC） - パク・ジュンピル（ハン・ギヨン） 役
- 危機一髪!プンニョンマンション（2010年、tvN） - オ・ボクギュ 役
- ブレイン（2011年-2012年、KBS） - イ・ガンフン 役
- 私の恋愛のすべて（2013年、SBS） - キム・スヨン 役
- Mr.Back＜ミスター・バック＞～人生を二度生きる男～（2014年、MBC） - チェ・ゴボン（チェ・シニョン） 役
- 交渉人（2016年、tvN） - チュ・ソンチャン 役
- 悪い刑事（2018年-2019年、MBC） - ウ・テソク 役
- 霊魂修繕工（2020年、KBS） - イ・シジュン 役
- 怪物（2021年、JTBC） - イ・ドンシク 役
- 未知の彼方で君を待っている～YONDER～（2022年）-ジェヒョン役
- 悪人伝記（2023年、genie TV）- ハン・ドンス 役

### 映画
- あきれた男たち（1998年） - キム・チュラク 役
- スパイ、リ・チョルジン（1999年） - ウヨル 役
- 反則王（1999年） - 不良少年 役
- カミングアウト（2000年） - チェミン 役
- JSA（2000年） - チョン・ウジン 役
- 復讐者に憐れみを（2001年） - リュウ 役
- ガン&トークス（2001年） - ジョンウ 役
- サプライズ（2002年） - キム・ジョンウ／イヌ 役
- ムッチマ（聞かないで）ファミリー（2002年） - キスに狂った人妻の情夫 役
- 地球を守れ（2002年） - イ・ピョング 役
- 天国からの手紙（2003年） - イ・スンジェ 役
- マイ・ブラザー（2004年） - キム・ソンヒョン 役
- トンマッコルへようこそ（2005年） - ピョ・ヒョンチョル 役
- 親切なクムジャさん（2005年） - 拉致犯２ 役
- 拍手する時立ち去れ（2005年） - キム・ヨンフン 役
- 礼儀なきものたち（2006年） - キラー　トンサン 役
- My Son ～あふれる想い～（2007年） - 叔父ガン（雁）の声
- ザ・ゲーム（2007年） - ミン・ヒド 役
- 渇き（2009年） - ガンウ 役
- クイズ王（2010年） - 工学博士 役
- フェスティバル（2010年） - チャンベ 役
- カフェノワール（2010年） - ヨンス 役
- 高地戦（2011年） - カン・ウンピョ中尉 役
- 10人の泥棒たち（2012年） - 美術館長 役
- ランニングマン（2013年） - チャ・ジョンウ 役
- ビッグ・マッチ（2014年） - エース 役
- 純粋の時代（2015年）
- オーレ！（2016年)　-ギョ・チュンピル 役
- 7号室（2017年）-キム・ドゥシク 役
- 悪女（2017年)　-ジュンサン 役
- 風 風 風（2018年)　-パク・ボンス 役
- 僕の特別な兄弟（2019年)　- カン・セハ役
- プレゼント（2019年)　-カン・サング 役
- エクストリーム・ジョブ（2019年） - イ・ムベ 役
- 死を告げる女（2022年)　-チェ・インホ 役

### 舞台
- タクシー ドライバー（1997年）
- マジックタイム（1998年）
- 徒労（1999年）
- 拍手するとき発て（2000年）
- ウェルカム・トゥ・トンマッコル（2002年）

### ミュージック・ビデオ
- Position「I Love You」（2000年）
- イ・スヨン「フュルリリ」「アンダンテ」（2000年）
- パク・ヒョシン 「もう一度会えるなら」（2000年）
- キム・ヒョンジュン「恋人」（2000年）
- X-range「You」（2000年）
- Marie「Surprise」（2000年）

## 受賞歴

### 2000年
- 第21回青龍映画賞 - 助演男優賞（『JSA』）
- 第8回春史映画芸術賞 - 男優助演賞（『JSA』）

### 2003年
- 第4回釜山映画評論家協会賞 - 主演男優賞（『地球を守れ』）

### 2018年
- ＭＢＣ演技大賞 - 月火ドラマ部門 男子最優秀演技賞（『悪い刑事』）

### 2019年
- 第39回韓国映画評論家協会賞 - 男優主演賞（『私の特別な兄弟』）

### 2021年
- 第57回百想芸術大賞 - TV部門 男性最優秀演技賞（『怪物』）